# Hippeis
 (septembre 2017).
Si vous disposez d'ouvrages ou d'articles de référence ou si vous connaissez des sites web de qualité traitant du thème abordé ici, merci de compléter l'article en donnant les références utiles à sa vérifiabilité et en les liant à la section « Notes et références ».

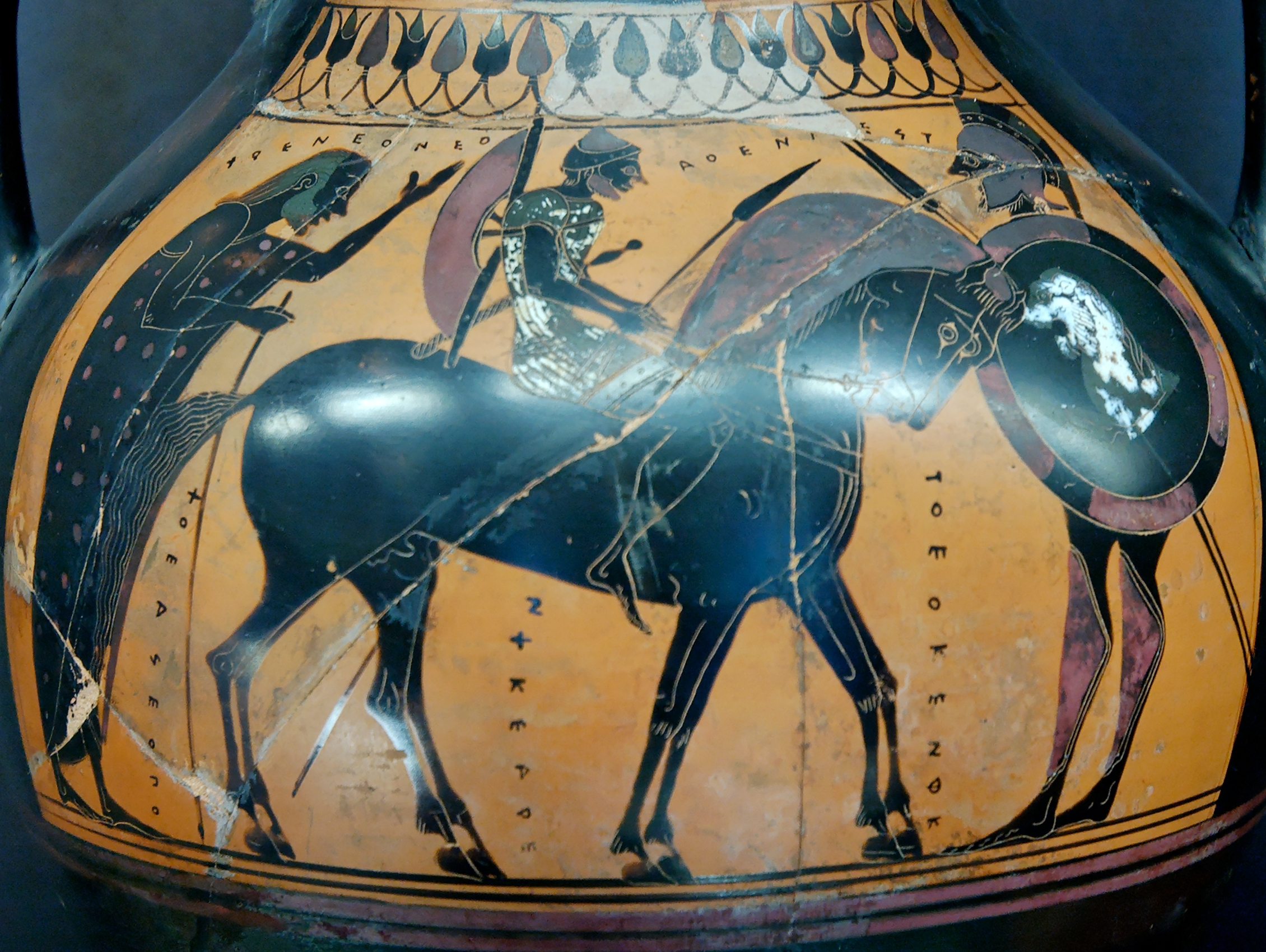
Cavalier représenté sur une amphore à figures noires, Athènes, VIe siècle avant l'ère commune.jpg

En Grèce antique, les hippeis, ou cavaliers, étaient ceux qui pouvaient entretenir un cheval, le nourrir. Pour cela, il fallait avoir des terres et avoir une récolte de plus de 300 mesures de blé. S'ils atteignaient plus de 500 mesures de blé de récolte, ils devenaient pentacosiomédimnes. Ces cavaliers n'était pas des cavaliers au sens moderne du terme. Le mot Hippeus, dans son sens militaire, désigne tout guerrier qui fait usage d'un cheval, quel que soit cet usage. Cet usage ayant varié entre les époques,la signification du mot à donc évolué en correspondance.
Les hippeis étaient obligatoirement des citoyens, c'est-à-dire qu'ils devaient être nés d'un père citoyen et d'une mère fille de citoyen.
Les hippeis avaient accès à la magistrature (l'ecclésia, les stratèges, les archontes, l'héliée et la Boulè).
A Athènes, la cavalerie prenait une place importante, avant les guerres médiques Athènes possède quatre-vingt-seize "cavaliers" qui ne sont pas cavaliers au sens moderne du terme. Dans les poèmes homériques les hippêes sont des occupants du char de guerre, constitué du chef de contingent et son écuyer. Ainsi dans l'Attique du IXe siècle, chaque naucrarie possède un contingent de fantassins en tête duquel s'avancent les deux hippeis. Au VIIIe siècle les progrès de l'équitation permettent d'employer le cheval comme monture de guerre. Les deux hippeis sont désormais les deux hippeis de chaque naucrarie. Ils sont à cheval et non plus en char mais ne combattent pas à cheval. En effet, le chef monte un cheval dépourvu de selle et d'étriers avec l'armure intégrale de l'hoplite. L'assise n'étant pas assez sûre, le chef met pied a terre au moment du combat et se joint aux hoplites de son contingent. Quand la bataille est finie le chef remonte à cheval en se débarrassant de quelques pièces d'armure pour poursuivre les fuyards en cas de victoire ou pour fuir le champ de bataille en cas de défaite. L’emploi qui est fait de la cavalerie n'a guère d'influence sur les combats. En effet pendant les guerres médiques les cavaliers athéniens ne jouèrent aucun rôle en tant que cavaliers.
Au VIe siècle Athènes décide de se créer une cavalerie à la suite d'une bataille où la cavalerie ennemie avait joué un rôle déstabilisant pour l'armée athénienne. On comprend ainsi le rôle potentiel d'une bonne cavalerie. Athènes prend contact avec l'excellente cavalerie thrace et réorganise ses hippeis, lesquels constituent une cavalerie véritable aux alentours de 477. L'effectif de la cavalerie athénienne passe à trois cents hommes puis à mille vers 440, répartis en dix escadrons. Il y eut ensuite la création d'un corps de cavalerie légère composée principalement d'archers. Cette cavalerie légère recrute parmi les métèques et les plus riches des thètes[réf. nécessaire].
A Sparte, la cavalerie n'apparaît que très tard, c'est-à-dire après les guerres médiques. Jusque-là il y a bien un corps de cent "chevaliers" ou hippeis, porté plus tard à trois cents, qui constitue la garde du roi, d'après Hérodote. Mais malgré leur nom ces hippeis ne sont pas des cavaliers et combattent toujours à pied. Au début de la guerre du Péloponnèse, Sparte possède quatre cents cavaliers véritables. Plus tard, elle en a six cents, qui forment six mores, respectivement rattachées aux six mores d'infanterie. Cette cavalerie était de peu de valeur, les Spartiates étaient surtout une armée de fantassins. Étant persuadés que la force principale d'une armée était son corps d'hoplites, ils affectaient à la cavalerie les moins aptes à servir comme hoplites.